# タカナタマメ

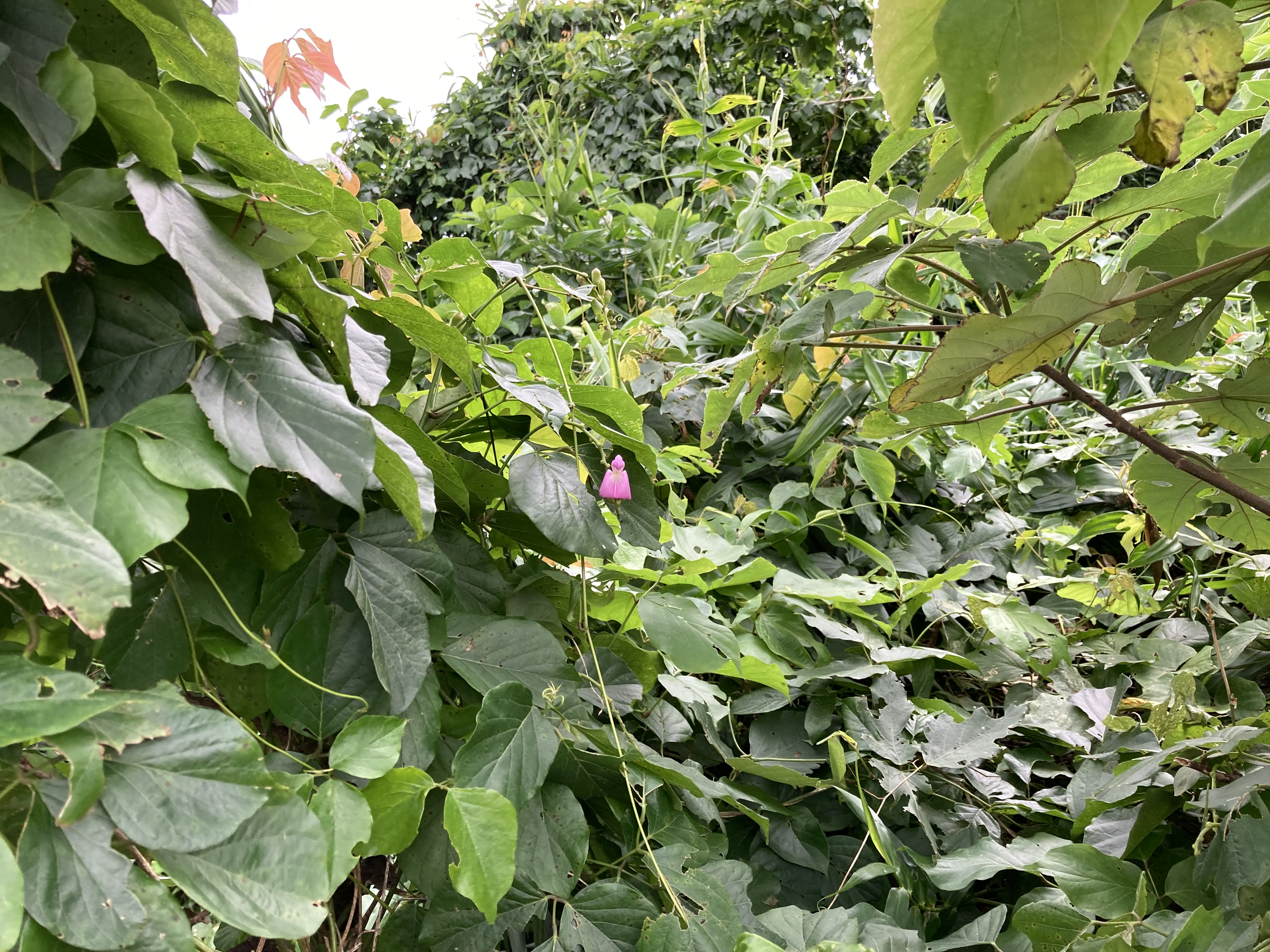
タカナタマメの生育状況

タカナタマメ（高鉈豆、学名：Canavalia cathartica）はマメ科ナタマメ属の常緑つる性草本。

## 特徴
葉は３出複葉で小葉の長さは8–15 cm、小葉の先が急に尖ることが多い。花はハマナタマメと同様に通常のマメ科の花と上下が逆で、旗弁が下になる。花色はハマナタマメよりやや濃い桃色。

## 分布と生育環境
トカラ列島、奄美大島、沖永良部島、与論島、沖縄諸島～先島諸島。台湾、中国南部～インド、マレーシア、ポリネシア。海岸近くや内陸の林縁にも生育し、5 m前後登る。海岸林に生えるが海岸の砂浜には生えない。鹿児島県準絶滅危惧種。